# Throudos
Throudos es una banda chilena de música experimental formada por Gonzalo Javier A. La música de Throudos cubre una amplia gama de géneros incluyendo: música experimental, música electrónica, noise, música ambiental
Throudos es un proyecto solitario formado el año 2005. Se Lanzó un demo titulado "Frost", mientras trabajaba en su álbum debut "Yanantin" y en sus otros proyectos como (Lergrev - Mourning Shadow). Antes de su lanzamiento, Gonzalo dirigió su energía en la construcción de una evolución de su sonido con el objetivo de ofrecer una experiencia sensorial completa, en marco a las actuaciones en vivo, vídeos y su música. Throudos integra elementos visuales en el escenario, para que cada canción tenga su propio lenguaje.

## Miembros
- Gonzalo Javier A. -  Todos los instrumentos

### Exmiembros
- Martín Otrchin - (voces y teclados) (2005-2014)

## Discografía
Demo
- 2006: Frost

Split
- 2010: Architectes

Álbumes
- 2014: "Yanantin"